# Andrea Carmine De Simone
Andrea Carmine De Simone (Montoro Inferiore, 27 ottobre 1954) è un politico italiano, esponente del Partito Comunista Italiano e del Partito Democratico della Sinistra e già parlamentare europeo, nazionale e regionale.

## Biografia
Fin da giovane è esponente del Partito Comunista Italiano, con cui viene eletto consigliere comunale a Montoro nel 1975. Dal 1976 è anche rappresentante degli studenti nel Consiglio di Amministrazione dell'Università degli Studi di Salerno. Nel 1989 viene eletto Presidente della Provincia di Salerno. Nel 1992 diventa deputato, carica che mantiene fino allo scioglimento della legislatura ad aprile 1994. Nel maggio dello stesso anno - in seguito al decesso del collega Gaetano Cingari - ricopre per due mesi la carica di Europarlamentare, prima dello scioglimento della III legislatura europea, avvenuta a luglio.
Dal 1995 al 2005 è consigliere regionale della Campania prima per il PDS e poi per i DS; dal gennaio al marzo 1999 è nominato assessore regionale con deleghe allo sviluppo e promozione del turismo, sport e tempo libero. Nel 2001 si candida alle elezioni politiche con l'Ulivo nel collegio uninominale di Vallo della Lucania della Camera, senza risultare eletto. Mentre alle successive elezioni del 2006 viene eletto Senatore della Repubblica, carica che mantiene fino allo scioglimento della legislatura nel 2008. In tale anno non viene ricandidato dal PD e non rinnova l'adesione al partito. Pochi mesi dopo viene nominato presidente del Parco regionale del Sarno. Si occupa anche di editoria.
Sposato dal 2004 con Daniela Pastore, nel maggio 2009 ha avuto tre gemelli.

## Opere
- La cipolla ramata nelle ricette del cuore ISBN 9788875541675
- Incanto di Natale. Racconti, ricette ed emozioni della nostra terra ISBN 9788875541989
- Pablo Neruda e le lacrime del compagno Alicata con Tonino Scala ISBN 9788835376392
- Ritratto d'amore per la politica e per Salerno
- Padri della Patria. Il Risorgimento tra storia e cucina
- Il giovane Enrico con Tonino Scala ISBN 9791281761155 edizioni InfinitiMondi